# فهرست میراث جهانی در سنگال
میراث جهانی در سنگال تا ژانویه ۲۰۲۵ شامل ۷ اثر در کشور سنگال است. سنگال این کنوانسیون را در ۱۳ فوریه ۱۹۷۶ پذیرفت. و از آن هنگام، مکان‌های طبیعی و فرهنگی آن دارای شرایط برای گنجانده شدن در فهرست میراث جهانی هستند.
سایت‌های میراث جهانی سازمان آموزشی، علمی و فرهنگی سازمان ملل متحد، یونسکو مکان‌هایی هستند که دارای اهمیت فرهنگی یا طبیعی هستند، همان‌طور که در پیمان‌نامه میراث جهانی، که در سال ۱۹۷۲ تأسیس شده، شرح داده شده است. میراث فرهنگی شامل بناهای تاریخی مانند آثار معماری، مجسمه‌ها، کتیبه‌ها، مجموعه‌های ساختمانی و محوطه‌های باستانی است. از سوی دیگر، میراث طبیعی به ویژگی‌های فیزیکی و زیستی، شکل‌های زمین‌شناسی و زیستگاه گونه‌های در خطر انقراض حیوانات و گیاهان اطلاق می‌شود. همچنین مکان‌هایی که از نظر علمی، حفاظتی یا زیبایی طبیعی اهمیت دارند، جزو میراث طبیعی به‌شمار می‌روند.
اولین سایتی که در سنگال در سال ۱۹۷۸ در فهرست میراث جهانی ثبت شد، جزیره گوره بود. آخرین سایتی که در سال ۲۰۱۲ ثبت شد، سرزمین باساری بود. پنج سایت در سنگال برای ویژگی‌های فرهنگی و دو سایت برای ویژگی‌های طبیعی‌شان ثبت شده‌اند.پناهگاه ملی پرندگان جوج دو بار به عنوان در خطر شناخته شده بود: از سال ۱۹۸۴ تا ۱۹۸۸ و از سال ۲۰۰۰ تا ۲۰۰۶؛ اولین بار به دلیل خطرات ساخت سد برنامه‌ریزی‌شده پایین‌دست، و بار دوم به دلیل گسترش گیاه مهاجم سالونیا مولستا.
پارک ملی نیکولو-کوبا در سال ۲۰۰۷ به دلیل جمعیت کم پستانداران، مشکلات مدیریتی و برنامه ساخت سد در رودخانه گامبیا بالادست، در فهرست در خطر قرار گرفت. این پارک در سال ۲۰۲۴ بعد از اینکه سنگال اقدامات متعددی برای بهبود وضعیت انجام داد، از فهرست در خطر خارج شد. یک سایت، محافل سنگی سنگامبین، با گامبیا به اشتراک گذاشته شده است. سنگال پنج بار در کمیته میراث جهانی خدمت کرده است.

## میراث جهانی
یونسکو سایت‌ها را بر اساس ده معیار فهرست می‌کند؛ هر ورودی باید حداقل یکی از این معیارها را برآورده کند. معیارهای i تا vi فرهنگی هستند و معیارهای vii تا x طبیعی هستند.
| # | نگاره | نام                     | موقعیت          | سال ثبت | ش ثبتمعیارها       | شرح | منبع               |
| ۱ |       | جزیره گوره              | داکار           | ۱۹۷۸    | ۲۶(vi)             | این جزیره که در نزدیکی سواحل داکار قرار دارد، در طول دوره تجارت برده در اقیانوس اطلس بین قرون ۱۵ تا ۱۹، مرکز تجارت برده در سواحل آفریقا بود. در دوره‌های مختلف، این جزیره توسط پرتغالی‌ها، هلندی‌ها، انگلیسی‌ها و نهایتاً فرانسوی‌ها، تحت فرمانروایی قرار گرفت که تحت فرمان آنها برده‌داری لغو شد. معماری این جزیره منعکس‌کننده ترکیبی از تأثیرات مختلف است. خانه‌های مجلل بازرگانان برده، استحکامات و انبارهایی که بردگان در آنها نگهداری می‌شدند (تصویر خانه بردگان) وجود دارند. | [ ۹ ]              |
| ۲ |       | پناهگاه ملی پرندگان جوج | سن لوئی         | ۱۹۸۱    | ۲۶(x)(vii)         | مرداب، واقع در دلتا رودخانه سنگال، زیستگاه مهمی برای چندین گونه پرنده آبزی مانند پلیکان سفید بزرگ، حواصیل ارغوانی، چنگر آفریقایی، حواصیل بزرگ، حواصیل شب، و باکلان بزرگ است. این پرندگان از این مرداب به عنوان اولین توقفگاه در مسیر مهاجرت فراصحرا یا به عنوان محل لانه‌سازی استفاده می‌کنند. کروکدیل‌ها و گاو دریایی نیز در این منطقه زندگی می‌کنند. این سایت دو بار از سال ۱۹۸۴ تا ۱۹۸۸ و از سال ۲۰۰۰ تا ۲۰۰۶ به عنوان میراث در خطر شناخته شده است؛ بار اول به دلیل خطرات ساخت سد برنامه‌ریزی‌شده پایین‌دست، و بار دوم به دلیل گسترش گیاه مهاجم سالونیا مولستا وارد فهرست میراث جهانی در خطر شده است. | [ ۱۰ ] [ ۴ ] [ ۵ ] |
| ۳ |       | پارک ملی نیوکولو-کوبا   | تامباوندا کدوگو | ۱۹۸۱    | ۱۵۳(x)             | این پارک در امتداد رود گامبیا قرار دارد و شامل انواع مختلف زیستگاه‌ها از جمله جنگل نواری، جنگل خشک، جلگه‌های سیلابی ساوانا و برآمدگی‌های سنگی است. این پارک غنی از گونه‌های گیاهی است و خانه‌ای برای جمعیت‌های زیادی از پستانداران بزرگ مانند شیر، گاو کوهی بزرگ، فیل آفریقایی، پلنگ، سگ وحشی آفریقایی و شمپانزه می‌باشد. این محل به دلیل جمعیت پایین پستانداران، مشکلات مدیریتی و ساخت برنامه‌ریزی شده سد بر روی رود گامبیا در بالادست، بین سال‌های ۲۰۰۷ تا ۲۰۲۴ به عنوان میراث در خطر فهرست شده بود. | [ ۶ ] [ ۱۱ ] [ ۷ ] |
| ۴ |       | جزیره سنت لوئیس         | سنت لوئیس       | ۲۰۰۰    | ۹۵۶(ii)(iv)        | جزیره باریکی در دهانه رودخانه سنگال قرار دارد. در قرن هفدهم، فرانسوی‌ها یک مرکز تجاری در آنجا تأسیس کردند که بعدها از سال ۱۸۷۲ تا ۱۹۵۷ به عنوان پایتخت سنگال خدمت کرد و به یک مرکز مهم اقتصادی و فرهنگی آفریقای غربی فرانسه تبدیل شد. شهر با استفاده از نقشه شبکه‌ای طراحی شده و خانه‌ها به سبک استعماری و با هماهنگی ساخته شده‌اند. در امتداد ساحل، تعداد زیادی اسکله دیده می‌شود. یکی از شناخته‌شده‌ترین نمادهای جزیره، پل فِیدِرب است که در سال ۱۸۹۷ ساخته شده است. در سال ۲۰۰۷، تغییر کوچکی در مرزهای این سایت اعمال شد.                                                                               | [ ۱۲ ]             |
| ۵ |       | محافل سنگی سنگامبین     | کائولاک         | ۲۰۰۶    | ۱۲۲۶(i)(iii)       | این سایت شامل چهار گروه مگالیتی از دایره‌های سنگی است: واسو و کرباچ در گامبیا و وانار و سین نگیین در سنگال. تعداد زیادی تومولوس نیز در اینجا وجود دارد که برخی از آنها حفاری شده‌اند. این دایره‌های سنگی با آیین‌های تدفینی مرتبط بودند و در طول دوره‌ای طولانی، تقریباً از قرن سوم پیش از میلاد تا قرن شانزدهم میلادی توسط مردم، ساخته می‌شدند. سنگ‌های این مکان از صخره لاتریت استخراج شده‌اند. ارتفاع متوسط این سنگ‌ها ۲ متر (۶ فوت و ۷ اینچ) است و هر دایره شامل بین هشت تا چهارده سنگ است. | [ ۱۳ ]             |
| ۶ |       | پارک ملی دلتای سالوم    | فتیک            | ۲۰۱۱    | ۱۳۵۹(iv)(v)(iii)   | رود سالوم که به عنوان یک سایت رامسر محافظت می‌شود، بیش از دو هزار سال است که مسکونی بوده است. جوامعی که در آن به ماهیگیری و جمع‌آوری صدف مشغول بودند، در طول قرن‌ها تپه‌های صدف زیادی ساخته‌اند که برخی از آنها چند صد متر طول دارند. این امر منجر به ایجاد یک منظره فرهنگی خاص شده است، تپه‌هایی که دلتای رود و کانال‌های آن را تثبیت می‌کنند. برخی از این تپه‌ها با درختان پوشیده شده‌اند و مکان‌های تدفینی را نیز در خود جای داده‌اند. | [ ۱۴ ]             |
| ۷ |       | سرزمین باساری           | کدوگو           | ۲۰۱۲    | ۱۴۰۷(vi) (v) (iii) | این سایت شامل منطقه باساری-سالماتا، منطقه بیدیک-باندافاسی و منطقه فولا-دین‌دفلو می‌شود. مردم ساکن در این منطقه دورافتاده هستند و بین قرون ۱۱ تا ۱۹ یک چشم‌انداز فرهنگی کرت‌بندی، شالیزارها، روستاها و سایت‌های باستان‌شناسی مختلفی ایجاد کرده‌اند. | [ ۱۵ ]             |

## فهرست آزمایشی
به‌ترجیح از سایت‌های ثبت‌شده در لیست میراث جهانی، اعضای این سازمان می‌توانند یک لیست از سایت‌های آزمایشی را نگه داشته و  انتخاب آن‌ها را برای نامزدی بررسی کنند. نامزدی برای لیست میراث جهانی تنها در صورتی قبول می‌شود که سایت قبلاً در لیست آزمایشی ثبت شده باشد.
سنگال ۸ سایت در فهرست آزمایشی خود دارد.
| # | نگاره | نام                              | موقعیت                 | سال ثبت | ش ثبتمعیارها | شرح | م      |
| ۱ |       | آئروپوستال                       | ناحیه داکار            | ۲۰۰۵    | ۲۰۷۲         | آئروپستال، یک شرکت پستی هوایی فرانسوی استکه است. که در سال ۱۹۱۸ تأسیس شد. این شرکت خدمات خود را به سنگال گسترش داد و از سنگال به آرژانتین در سال ۱۹۲۵ رفت. در سنگال، باقی‌مانده‌های دورهٔ خدمات آئروپستال شامل پایگاه‌های هواپیما، برج کنترل و چند تاپلات جشنواره در سنت-لوئیس و داکار است. | [ ۱۷ ] |
| ۲ |       | کارابان                          | منطقه زیگینچور         | ۲۰۰۵    | ۲۰۷۵         | کارابان جزیره‌ای است که در دهانه رودخانه کازامانس واقع شده است. فرانسوی‌ها در سال ۱۸۳۶ یک پست تجاری در آنجا تأسیس کردند که بعداً به عنوان پایتخت منطقه‌ای انتخاب شد تا اینکه در سال ۱۹۰۴ زیگوینچور جایگزین آن شد. این جزیره با درختان مانگرو، بائوباب و نخل پوشیده شده است. از ساختمان‌های استعماری نیمه دوم قرن نوزدهم می‌توان به کلیسای سبک برتون، یک زندان، ساختمان‌های مأموریت کاتولیک و یک گورستان اشاره کرد.            | [ ۱۸ ] |
| ۳ |       | معماری روستایی کازامانس پایین    | منطقه زیگینچور         | ۲۰۰۵    | ۲۰۷۶         | مردم پادشاهی باستانی بندیال در منطقه کازامانس نوع خاصی از معماری را توسعه داده‌اند که شامل خانه‌هایی با یک ایمپلوویوم مرکزی است. این ایمپلوویوم‌ها بخش‌هایی باز از ساختمان هستند که برای آوردن نور به داخل و جمع‌آوری باران طراحی شده‌اند. با افزایش جمعیت خانواده، گاهی یک ایمپلوویوم دوم اضافه می‌شد تا فضای بیشتری فراهم شود. این ساختمان‌های گِلی زمانی در منطقه فراوان بودند، اما اکنون تنها تعدادی از آن‌ها باقی مانده‌اند. | [ ۱۹ ] |
| ۴ |       | جزایر مادلین                     | داکار                  | ۲۰۰۵    | ۲۰۷۷         | پارک ملی شامل دو جزیره کوچک در سواحل داکار است. این جزایر برای جامعه ماهیگیری لبو از اهمیت فرهنگی برخوردارند و طبق سنت، محل اقامت روح محافظ داکار، ندوک-دائور، هستند. صخره‌هایی به ارتفاع ۳۵ متر (۱۱۵ فوت) اطراف جزایر را احاطه کرده‌اند و همچنین برخی تشکیل‌های سنگی غیرمعمول نیز در آنجا یافت می‌شود. | [ ۲۰ ] |
| ۵ |       | ایستگاه‌های توقف در رودخانه سنگال | متام تامباوندا سن لوئی | ۲۰۰۵    | ۲۰۷۸         | ایستگاه‌های توقف در رودخانه سنگال توسط اروپایی‌ها برای تسهیل تجارت صمغ، عاج، پوست و برده‌ها تأسیس شده‌اند. در ابتدا، این ایستگاه‌ها به صورت نردبان‌های شناور بودند که به تدریج به ساختارهای دائمی با اسکله و تأسیسات تجاری تبدیل شدند. مسیر تجاری از این ایستگاه‌ها به جزیره سن-لویی در دهانه رودخانه منتهی می‌شد. از جمله ایستگاه‌های مهم می‌توان به دگانا، پودور، ریچارد تول، سالده و ماتام اشاره کرد.                         | [ ۲۱ ] |
| ۶ |       | تپه‌های تومولی سیکین              | دیوربل                 | ۲۰۰۵    | ۲۰۷۹         | تپه‌های تدفینی، که در زبان ولوف به «امباناار» معروف هستند، به عنوان محل دفن بزرگان استفاده می‌شدند. متوفی به همراه چندین نذری در کلبه‌اش قرار داده می‌شد و سپس کلبه با خاک پوشیده می‌شد. در سراسر سنگال بیش از ۱۰٬۰۰۰ تپه تدفینی از این نوع وجود دارد. برخی از برجسته‌ترین آن‌ها، شامل یکی به ارتفاع ۱۲ متر (۳۹ فوت)، در روستای سیکین واقع شده‌اند.                                                                            | [ ۲۲ ] |
| ۷ |       | دریاچه رتبا                      | داکار                  | ۲۰۰۵    | ۲۰۸۰         | دریاچه رتبا، یک دریاچه نمکی با مساحتی حدود ۳ کیلومتر مربع (۱٫۲ مایل مربع) و عمقی حداکثر ۳ متر (۹٫۸ فوت) است. این دریاچه به دلیل رنگ‌های خاص خود که از بنفش کم‌رنگ تا صورتی تغییر می‌کند، شهرت دارد. از دهه ۱۹۷۰ میلادی، نمک به‌طور تجاری از این دریاچه استخراج شده است. این دریاچه اغلب به عنوان نقطه پایانی رالی داکار استفاده می‌شود.                                                                                     | [ ۲۳ ] |
| ۸ |       | روفیسک                           | داکار                  | ۲۰۰۵    | ۲۰۸۱         | روستای ماهیگیری روفسیک که در شبه‌جزیره دماغه سبز و در کنار رودخانه آب شیرین (ریو فرسکو) واقع شده است، نام خود را در قرن ۱۶ میلادی گرفت. در نیمه دوم قرن ۱۹ میلادی، این روستا به یکی از مراکز مهم غرب آفریقا تبدیل شد. بخشی از شهر شامل ویلاهای تجار بزرگ است، در حالی که بخش دیگر ترکیبی از محله‌های مردم لبو می‌باشد. | [ ۲۴ ] |